# Chrysoperla suzukii
Chrysoperla suzukii là một loài côn trùng trong họ Chrysopidae thuộc bộ Neuroptera. Loài này được Okamoto miêu tả năm 1919.